# Zinacantán
San Lorenzo Zinacantán är en centralort och kommun municipio i  Mexiko och är belägen i södra delen av centrala delstaten Chiapas' högland. Den ligger ungefär 11 km från San Cristóbal de las Casas.                                                              Omkring 98% av dess invånare talar mayaspråket tzotzil. Tzotzilerna hör till Mexikos ursprungsbefolkning med kulturella band till andra höglandsmaya.
Zinacantán betyder ordagrant "fladdermössens land" och stammar från Nahuatl. Folket i Zinacantán kallar sitt eget landskap "Sots'leb", vilket är just "fladdermössens land" på deras eget språk.

## Befolkning
År 2010 uppgick kommunens totala invånarantal till 36.489.
År 2010 hade centralorten en befolkning på 3.876. Härutöver finns 60 småorter, av vilka de största (med  2010 års värde inom parentes) var: Navenchauc (4.625), Pasté (3.771), klassade som urbana, och Nachig (3.260), Apas (1.485), Patosil (1.452), Zequentic (1.201), Bochojbo Alto (1.088), klassade som lantliga.

## Historik
Under förkolumbiansk tid innan conquistadorerna anlände, hade Zinacantán redan starka band med  aztekerna i mellersta Mexiko. Zinacantánborna bytte sina produkter, främst salt, men från 1800-talet även kakao, tobak, och kaffe med  aztekiska handlare.

## Kulturella drag

### Traditionell klädsel
I Zinacantan bevaras fortfarande traditionella folkdräkter för dagligt bruk, men inte utan en självklar utveckling, som finner hänsyn i djupt rotade gamla seder. Männen bär en slags "zarape" av bomull vävd i vävstol som kallas pok'u'ul. Sedan länge har färgen varit vit. Från sjuttiotalet växlade man den vita tråden med rött, vilket på långt håll gjorde ger intryck av att vara rosa. På nittiotalet använde man helt röda. Sedan år 2000 har de börjat bära mörka färger som blått, grönt och lila. Tillsammans med mörkare färger har man börjat inkludera blommotiv vävda för hand, men som för närvarande görs med maskinen. På fester används också en handvävd skjorta i vit färg, som kallas mokiteil och kan då även använda en schal som kallas pok runt halsen. 
Kvinnor bär en handvävd blus med  maskinbroderade blommor. Kjolen är mörk och har oftast lite diskreta blombroderier utförda för hand eller med maskin. 

### Gravbruk
Ett intressant inslag i Zinacantans kultur är de kyrkogårdar eller begravningsplatser som byggs på toppen av kullarna, eftersom förfäder anses vara folkets väktare och på något sätt också övervakar den moraliska ordningen hos invånarna. 
Kyrkogårdar är välskötta och besöks ofta. Vanligtvis har gravarna färska blommor som speglar en djup respekt för förfäderna som dyrkas på detta sätt.

### Traditionella ceremoniledare och högtider i Zinacantán
Under året firas många festligheter av olika dignitet. Varje festival har ansvariga män, som ska hålla i firandet. Dessa kallas martomoetik, alperesetik och moletik. De två första av de tre uttrycken är lånord från spanska mayordomos och alférez, respektive. Dessa måste lägga ut de medel som behövs för att hålla festligheten. De tre hederstitlarna är cargos och  bildar en hierarki, liksom de motsvarande två, som verkar i grannorten San Juan Chamula. De utgör en stigande skala i ordning enligt nedan. För att kunna bli en moletik, måste denne dessförinnan ha varit såväl martomo och därpå alperes. Dessa hedersuppdrag är endast för män, även om deras fruar har viktiga roller i sina makars åtaganden. Det finns tolv martomoetik, tolv alperesetik och sex moletik, som väljs av Zinacantans invånare varje år. Var och en har sig en speciell högtid anförtrodd under året, men ska därutöver medverka under varje annan högtid under året.
Martomoetik är de som svarar för att köpa in allt som behövs för att hålla högtiden i kyrkan (blommor, stearinljus, tallbarr etc.). Alperesetik är de som köper in och förbereder allt som krävs för festligheten utanför kyrkan: fyrverkeri, kameró (som är en slags “bomb” eller smällare som används vid vissa festmoment för att framhäva dessas vikt), etc. Moletik är åldermännen som har att undervisa de yngre cargo, hur högtiden organiseras. Tre dagar före själva högtidsdagen börjar de fira genom att bära sina traditionella kläder och utföra de tillhörande traditionella riterna.

### Kyrkans roll
De första missionärerna som kom för att förvränga världsbilden för ursprungsbefolkningen  i Zinacantán var munkar från Dominikanorden. De bosatte sig i Zinacantan på 1500-talet och byggde ett träkapell som startpunkt för sin verksamhet. Dessa missionärer lämnade Zinacantán, innan de blev utvisade från Mexiko av statsmakten på 1600-talet. De bidade sin tid och återupptog sitt omstörtande arbete i Zinacantan år 1976. Zinacantán har ännu inte, som grannkommunen San Juan Chamula helt förvisat missionärerna och övertagit sin kyrka, utan kyrkan är fortfarande Katolska kyrkans egendom, liksom förrättande dignitärer är kristna missionärer.
Kyrkan är nästan alltid centralpunkt vid högtiderna och utanför hålls förutom vid högtider en mindre marknad på söndagar. Zinacantáns skyddshelgon är San Lorenzo (Sankt Lars), vars högtidsdag är 10 augusti. Denna traditionella fest varar fyra dygn  8–10 augusti.  Sain Sebastians högtidsdag, 20 januari, är också viktig i Zinacantan och varar från 18 till 22 januari. Det finns också en hel mängd andra högtider av mindre vikt: Trettondedag jul  den 6 januari, Nuestra Señora de la Candelaria den 2 februari, flera helgon, Askonsdag, Pentecostés, Navidad med flera.